# Vladimir Melnik
Pour les articles homonymes, voir Melnik.
Vladimir Iourievitch Melnik (en russe : Владимир Юрьевич Мельник) est un joueur russe de volley-ball né le 21 juillet 1980 à Belgorod (oblast de Belgorod, alors en URSS). Il mesure 2,00 m et joue réceptionneur-attaquant. Il est international russe.

## Clubs
| Club                   | De        | À         |
| ---------------------- | --------- | --------- |
| Lokomotiv Belgorod     | 1998-1999 | 2002-2003 |
| Iskra Odintsovo        | 2003-2004 | 2006-2007 |
| Oural Oufa             | 2007-2008 | 2009-2010 |
| VK Kouzbass Kemerovo   | 2010-2011 | 2010-2011 |
| Iaroslavitch Iaroslavl | 2011-2012 | 2011-2012 |
| Fakel Novy Ourengoï    | 2012-2013 | 2012-2013 |
| Dinamo Krasnodar       | 2013-2014 | ...       |

## Palmarès
- Championnat d'Europe
  - Finaliste : 2005
- Ligue européenne (1)
  - Vainqueur : 2005
- Ligue des champions (1)
  - Vainqueur : 2003
  - Finaliste : 2004
- Coupe de la CEV
  - Finaliste : 2002, 2006
- Championnat de Russie (3)
  - Vainqueur : 2000, 2002, 2003
  - Finaliste : 1999
- Coupe de Russie
  - Finaliste : 2003, 2005, 2011